# ابن مرزوق الكفيف
ابن مرزوق الكفيف هو محمد بن محمد بن أحمد بن الخطيب الرئيس أبي عبد الله بن مرزوق، وكان الكفيف إماما عالما علامة، ومولده غرة ذي القعدة عام أربعة وعشرين وثمانمائة، نصف ليلة الثلاثاء، وتوفي بتلمسان سنة إحدى وتسعمائة هجرية.

## تعلمه
تعلم ابن مرزوق الكفيف عند والده محمد بن مرزوق فأخذ عنه العلم، قرأ عليه الصحيحين والموطأ وغيرها من مؤلفات والده وغيرها، وتفقه عليه وأجازه عموما، وأخذ العلم عن جماعة من علماء زمانه عير والده، فأحذ عن عالمي تلمسان أبو الفضل ابن الإمام وأبو الفضل العقباني، وغيرهما واللجائي أحمد بن محمد بن عيسى، والثعالبي، والنظار أبي عبد الله محمد بن أبي القاسم المشدالي، وقاضي الجماعة ابن عقاب وحافظ الإسلام ابن حجر العسقلاني، وكل هؤلاء أجازوه، وقرأ عليهم مشافهة، إلا ابن حجر فمكاتبة، ومن شيوخه العلامة ابن العباس التلمساني وغيره.
وقال السخاوي:«قدم الكفيف مكة سنة إحدى وستين وثمانمائة، وسمعت سنة إحدى وسبعين وثمانمائة أنه في الأحياء. انتهى»
أخذ عنه جماعة من الأئمة كالسنوسي صاحب العقائد الشهيرة وغيرها، والونشريسي صاحب المعيار، والعلامة أبي عبد الله ابن العباس وغيرهم.